# باقی‌آباد
باقی‌آباد (به انگلیسی: Bakiabad) یک منطقهٔ مسکونی در هند است که در شهرستان میرزاپور واقع شده‌است.

## خصوصیات
باقی‌آباد  ۳٬۹۷۹ نفر جمعیت دارد.